# Damiansville
Damiansville és una població dels Estats Units a l'estat d'Illinois. Segons el cens del 2000 tenia 368 habitants.

## Demografia
Segons el cens del 2000, Damiansville tenia 368 habitants, 125 habitatges, i 103 famílies. La densitat de població era de 592 habitants/km².
Dels 125 habitatges en un 42,4% hi vivien nens de menys de 18 anys, en un 70,4% hi vivien parelles casades, en un 7,2% dones solteres, i en un 16,8% no eren unitats familiars. En el 10,4% dels habitatges hi vivien persones soles el 3,2% de les quals corresponia a persones de 65 anys o més que vivien soles. El nombre mitjà de persones vivint en cada habitatge era de 2,94 i el nombre mitjà de persones que vivien en cada família era de 3,21.
Per edats la població es repartia de la següent manera: un 28,3% tenia menys de 18 anys, un 10,1% entre 18 i 24, un 32,9% entre 25 i 44, un 19% de 45 a 60 i un 9,8% 65 anys o més.
L'edat mediana era de 33 anys. Per cada 100 dones de 18 o més anys hi havia 100 homes.
La renda mediana per habitatge era de 50.694 $ i la renda mediana per família de 53.250 $. Els homes tenien una renda mediana de 36.806 $ mentre que les dones 25.417 $. La renda per capita de la població era de 18.985 $. Aproximadament el 3,8% de les famílies i el 5,8% de la població estaven per davall del llindar de pobresa.

## Poblacions més properes
El següent diagrama mostra les poblacions més properes.